# الوزن الثقيل الفائق (فنون القتال المختلطة)
الوزن الثقيل الفائق (بالإنجليزية: Super heavyweight)‏ هي فئة وزن في فنون القتال المختلطة ليس لها حد للوزن ولكنه يشير عمومًا إلى المنافسين الذين يزيد وزنهم عن 265 رطلاً (120 كجم). وهذا هو التعريف المستخدم من قبل لجنة ولاية نيفادا الرياضية ورابطة لجان الملاكمة.